# Uganda a 2012. évi nyári olimpiai játékokon
Uganda a nagy-britanniai Londonban megrendezett 2012. évi nyári olimpiai játékok egyik részt vevő nemzete volt. Az országot az olimpián 4 sportágban 16 sportoló képviselte, akik összesen 1 érmet szereztek.

## Érmesek
| Érem  | Versenyző         | Sportág  | Versenyszám   |
| ----- | ----------------- | -------- | ------------- |
| Arany | Stephen Kiprotich | Atlétika | Férfi maraton |

## Atlétika
Férfi
| Versenyző         | Versenyszám    | Előfutam | Előfutam | Előfutam | Elődöntő | Elődöntő | Elődöntő | Döntő    | Döntő    |
| Versenyző         | Versenyszám    | Idő      | Hely.    | Össz.    | Idő      | Hely.    | Össz.    | Idő      | Helyezés |
| ----------------- | -------------- | -------- | -------- | -------- | -------- | -------- | -------- | -------- | -------- |
| Julius Mutekanga  | 800 m          | 1:48,41  | 5.       | 35.      | kiesett  | kiesett  | kiesett  | kiesett  | kiesett  |
| Abraham Kiplimo   | 5000 m         | 13:31,57 | 15.      | 24.      |          |          |          | kiesett  | kiesett  |
| Geoffrey Kusuro   | 5000 m         | 13:59,74 | 19.      | 38.      |          |          |          | kiesett  | kiesett  |
| Moses Kipsiro     | 5000 m         | 13:17,68 | 7.       | 7.       |          |          |          | 13:52,25 | 15.      |
| Moses Kipsiro     | 10 000 m       |          |          |          |          |          |          | 27:39,22 | 10.      |
| Thomas Ayeko      | 10 000 m       |          |          |          |          |          |          | 27:58,96 | 16.      |
| Stephen Kiprotich | Maraton        |          |          |          |          |          |          | 2:08:01  |          |
| Benjamin Kiplagat | 3000 m akadály | 8:18,44  | 6.       | 6.       |          |          |          | kizárták | kizárták |
| Jacob Araptany    | 3000 m akadály | 8:35,85  | 7.       | 25.      |          |          |          | kiesett  | kiesett  |

Női
| Versenyző       | Versenyszám    | Előfutam | Előfutam | Előfutam | Elődöntő | Elődöntő | Elődöntő | Döntő   | Döntő    |
| Versenyző       | Versenyszám    | Idő      | Hely.    | Össz.    | Idő      | Hely.    | Össz.    | Idő     | Helyezés |
| --------------- | -------------- | -------- | -------- | -------- | -------- | -------- | -------- | ------- | -------- |
| Janet Achola    | 1500 m         | 4:11,64  | 11.      | 22.      | kiesett  | kiesett  | kiesett  | kiesett | kiesett  |
| Jane Suuto      | Maraton        |          |          |          |          |          |          | 2:44:46 | 93.      |
| Dorcus Inzikuru | 3000 m akadály | 9:35,29  | 7.       | 20.      |          |          |          | kiesett | kiesett  |

## Súlyemelés
Férfi
| Versenyző         | Versenyszám | Szakítás | Szakítás | Lökés    | Lökés    | Összesen | Helyezés |
| Versenyző         | Versenyszám | Eredmény | Helyezés | Eredmény | Helyezés | Összesen | Helyezés |
| ----------------- | ----------- | -------- | -------- | -------- | -------- | -------- | -------- |
| Charles Ssekyaaya | 62 kg       | 105      | 14.      | 130      | 14.      | 235      | 13.      |

## Tollaslabda
| Versenyző     | Versenyszám | Csoportkör                                                                         | Csoportkör | Nyolcaddöntő      | Negyeddöntő       | Elődöntő          | Bronz- mérkőzés   | Döntő             | Helyezés |
| Versenyző     | Versenyszám | Ellenfél Eredmény                                                                  | Hely.      | Ellenfél Eredmény | Ellenfél Eredmény | Ellenfél Eredmény | Ellenfél Eredmény | Ellenfél Eredmény | Helyezés |
| ------------- | ----------- | ---------------------------------------------------------------------------------- | ---------- | ----------------- | ----------------- | ----------------- | ----------------- | ----------------- | -------- |
| Edwin Ekiring | Férfi egyes | F csoport · Wong Wing Ki (HKG) · 10–21, 8–21 · Brice Leverdez (FRA) · 12–21, 11–21 | 3.         | kiesett           | kiesett           | kiesett           | kiesett           | kiesett           | 33.      |

## Úszás
Férfi
| Versenyző    | Versenyszám | Előfutam | Előfutam | Előfutam | Elődöntő | Elődöntő | Elődöntő | Döntő   | Döntő    |
| Versenyző    | Versenyszám | Idő      | Hely.    | Össz.    | Idő      | Hely.    | Össz.    | Idő     | Helyezés |
| ------------ | ----------- | -------- | -------- | -------- | -------- | -------- | -------- | ------- | -------- |
| Ganzi Mugula | 50 m gyors  | 27,58    | 5.       | 53.      | kiesett  | kiesett  | kiesett  | kiesett | kiesett  |

Női
| Versenyző      | Versenyszám | Előfutam | Előfutam | Előfutam | Elődöntő | Elődöntő | Elődöntő | Döntő   | Döntő    |
| Versenyző      | Versenyszám | Idő      | Hely.    | Össz.    | Idő      | Hely.    | Össz.    | Idő     | Helyezés |
| -------------- | ----------- | -------- | -------- | -------- | -------- | -------- | -------- | ------- | -------- |
| Jamila Lunkuse | 50 m gyors  | 28,44    | 8.       | 52.      | kiesett  | kiesett  | kiesett  | kiesett | kiesett  |